# Marlene Koss
Marlene Koss (* 21. Januar 2003) ist eine argentinische Leichtathletin, die im Sprint und Hürdenlauf an den Start geht.

## Sportliche Laufbahn
Erste Erfahrungen bei internationalen Meisterschaften sammelte Marlene Koss im Jahr 2022, als sie bei den U23-Südamerikameisterschaften in Cascavel mit 12,33 s in der Vorrunde im 100-Meter-Lauf ausschied und mit der argentinischen 4-mal-100-Meter-Staffel in 46,39 s den fünften Platz belegte. 2024 belegte sie bei den U23-Südamerikameisterschaften in Bucaramanga in 14,28 s den siebten Platz im 100-Meter-Hürdenlauf und gelangte im Weitsprung mit 5,51 m auf Rang sechs. Im Jahr darauf belegte sie bei den Hallensüdamerikameisterschaften in Cochabamba in 8,75 s den sechsten Platz im 60-Meter-Hürdenlauf und wurde im Weitsprung mit 5,61 m Achte. Zudem gewann sie mit der 4-mal-400-Meter-Staffel in 4:08,20 min gemeinsam mit Helen Bernard, Victoria Zanolli und Belén Fritzsche die Silbermedaille hinter dem bolivianischen Team. Ende April belegte sie mit der Staffel in 3:56,22 min den fünften Platz bei den Südamerikameisterschaften in Mar del Plata. 

## Persönliche Bestzeiten
- 100 m Hürden: 14,20 s (+1,3 m/s), 7. April 2024 in Concepción del Uruguay
  - 60 m Hürden (Halle): 8,75 s, 23. Februar 2025 in Cochabamba
- Weitsprung: 6,00 m (+0,8 m/s), 14. Oktober 2023 in Buenos Aires